# Sinella hoefti
Sinella hoefti är en urinsektsart som beskrevs av Schaeffer 1896. Sinella hoefti ingår i släktet Sinella och familjen brokhoppstjärtar. Inga underarter finns listade i Catalogue of Life.